# Розанов, Юрий Константинович
Юрий Константинович Розанов (род. 31 марта 1939 года) — специалист в области преобразовательной техники и силовой электроники, доктор технических наук, профессор кафедры «Электрические аппараты» МЭИ.

## Биография
Юрий Константинович Розанов родился 31 марта 1939 года. По окончания школы поступил в Московский энергетический институт. В 1962 году окончил обучение в ВУЗе, получив специальность инженера электромеханика и устроился на работу на Московский прожекторный завод. Работал там до 1989 года последовательно на должностях от инженера — до заместителя главного конструктора. Занимался разработкой новой техники, за что был награждён орденом Трудового Красного Знамени и орденом Знак Почета. Работая на заводе, Юрий Константинович вёл исследовательскую работу в области мощной силовой электроники и регуляторов мощности, руководил разработками преобразователей переменного/постоянного тока мощностью от 1 до 3 кВА, статических преобразователей систем автономного электроснабжения.
Уже в годы учёбы в институте Юрий Константинович занимался научной работой, а в 1965 году поступил на заочное отделение аспирантуры Энергетического института им. Г. М. Кржижановского (научный руководитель профессор Ю. Г. Толстов). В 1969 году защитил кандидатскую диссертацию по теме, связанной с мощными, до 30 кВА, тиристорными преобразователями частоты 50/400 Гц. С 1972 года — кандидат технических наук Юрий Константинович Розанов преподавал на заочном отделении МИРЭА, а с 1984 года работал в МЭИ.
В 1987 году Юрий Константинович в ученом совете МЭИ защитил докторскую диссертацию. В 1989 году профессор Розанов Ю. К. избран на должность заведующего кафедрой «Электрические аппараты» МЭИ. Работал на этой должности до 2004 года. В эти годы он организовал на факультете подготовку по специальности «Электрические и электронные аппараты». Название «Электрические и электронные аппараты» получила и его кафедра. С 2004 года работает профессором кафедры «Электрические и электронные аппараты».

## Научная деятельность
Юрий Константинович имеет 26 авторских свидетельств и патентов на изобретения, является автором около 150 научных работ, включая трёх учебников. Его учебник «Основы преобразовательной техники» был в 1985 году издан в Чехословакии. Под руководством Ю. К. Розанова было подготовлено и защищено 14 кандидатских диссертаций.
Розанов Ю. К. является главным редактором журнала «Электротехника», действительным членом Российской академии электротехнических наук, председателем отделения Российской секции международного института инженеров электротехники и электроники (IEEE), членом специализированных советов по присуждению ученых степеней, членом редколлегии журнала «Электричество» и журнала «Электротехника и электромеханика».

### Труды
- Электронные устройства электромеханических систем. М. 2006. ISBN 5-7695-3515-6.
- Электрические и электронные аппараты: В 2 ч. М. 2010. ISBN 978-5-7695-6254-9.
- Основы силовой преобразовательной техники. М. Энергия. 1979.
- Основы силовой электроники. М. Энергоатомиздат. 1992.

## Награды и звания
- Орден Трудового Красного Знамени.
- Орден Знак Почета.
- Медали.
- «Премия Правительства РФ в области науки» — за написание учебников для ВУЗов.
- «Премия Правительства РФ в области образования».